# Вулиця Петрицького (Львів)
Вулиця Петрицького — вулиця у Шевченківському районі міста Львова, в місцевості Клепарів. Сполучає вулиці Білоруську до Винницю. Прилучаються вулиці Дивізійна та Купчинського.

## Історія
Вулиця виникла на початку XX століття у складі передміського селища Клепарів. Після входження селища до меж міста 11 квітня 1930 року, вулиці колишнього села були перейменовані або ж новоутвореним вулицям надавалися певні назви. Вулиця отримала свою назву За Тором (в перекладі з польської — За Колією) лише у 1955 році. Сучасна назва вулиця Петрицького походить з 1993 року на честь українського художника Анатолія Петрицького.

## Забудова
Вулиця забудована одно- та двоповерховими приватними будинками 1930—2010-х років. Під № 7 розташована вілла «Jagusia» (укр. «Ягуся»), споруджена у 1907—1908 роках для залізничного інженера Сольського. Останніми роками вілла зазнала значної реконструкції і практично втратила свій первісний вигляд. Збережений автентичний напис та барельєф на одній із стін будинку.